# Workin' Moms
 (novembre 2019).
Si vous disposez d'ouvrages ou d'articles de référence ou si vous connaissez des sites web de qualité traitant du thème abordé ici, merci de compléter l'article en donnant les références utiles à sa vérifiabilité et en les liant à la section « Notes et références ».
Workin' Moms, ou Mères au travail au Québec, est une série télévisée canadienne diffusée depuis le 10 janvier 2017 sur le réseau CBC.
Elle est disponible à l'international depuis le 22 février 2019 sur Netflix.
Se déroulant à Toronto, cette série suit plusieurs femmes dans leur vie privée et professionnelle après un congé maternité.

## Synopsis
À Toronto, après avoir bénéficié d'un congé de maternité, Kate, Anne, Frankie et Jenny reprennent leur activité professionnelle respective, conciliant ainsi leur vie de mère et de femme en se retrouvant régulièrement au sein d'un groupe de parole où elles évoquent leurs expériences propres ou communes, échangeant sur leurs difficultés, leurs interrogations, leurs attentes, leurs désirs, ou encore leur vie de couple. Elles font face aux difficultés d'être une femme active dans une société et un monde du travail dont les habitudes sont majoritairement patriarcales, tout en menant de front vie sociale, vie familiale et vie conjugale.

## Distribution
Sauf indication contraire, les informations mentionnées dans cette section peuvent être confirmées par les bases de données cinématographiques IMDb et Allociné,  présentes dans la section « Liens externes ».

### Distribution principale
- Catherine Reitman (VF : Barbara Tissier) : Kate Foster
- Dani Kind (VF : Pauline Brunel) : Anne Carlson
- Juno Rinaldi (VF : Magali Barney) : Frankie Coyne (saisons 1 à 5)
- Philip Sternberg (VF : Jean-François Cros) : Nathan Foster
- Ryan Belleville (en) (VF : Stanislas Forlani) : Lionel Carlson
- Sarah McVie (VF : Natacha Muller) : Val Szalinsky (saisons 5 à 7, récurrente saisons 1 à 4)
- Sadie Munroe (VF : Jennifer Fauveau) : Alice Carlson, la fille aînée d'Anne et Lionel
- Dennis Andres (VF : Benjamin Gasquet) : Ian Matthews (saisons 1 et 3 à 7, récurrent saison 4)
- Jessalyn Wanlim (en) (VF : Edwige Lemoine) : Jenny Matthews (saisons 1 et 3 à 7, récurrente saison 2)

### Acteurs récurrents
- Katherine Barrell (VF : Elsa Bougerie) : Alicia Rutherford
- Nikki Duval (VF : Lydia Cherton) : Rosie Phillips
- Peter Keleghan (VF : Bruno Dubernat puis Bertrand Dingé) : Richard Greenwood
- Oluniké Adeliyi (VF : Laura Zichy) : Giselle Bois
- Mimi Kuzyk (VF : Josiane Pinson) : Eleanor Galperin, la mère de Kate
- Nelu Handa (VF : Christine Braconnier) : Jade
- Kevin Vidal (VF : Eilias Changuel) : Mo Daniels
- Tennille Read (VF : Laurence Dourlens) : Bianca
- Jennifer Pudavick (VF : Rachel Ruello) : Gena Morris
- Jess Salgueiro (en) (VF : Zina Khakhoulia) : Renya, la « méchante nanny » (saisons 1 à 3)
- Donald MacLean Jr. (VF : Jim Redler) : Forrest Greenwood, le fils de Richard (saison 3, invité saison 5)
- Alden Adair (VF : Loïc Houdré) : Marvin Grimes
- Novie Edwards : Sheila (saison 1)
- Victor Webster (VF : Constantin Pappas) : Mike Bolinski
- Aviva Mongillo (en) (VF : Kahina Tagherset) : Juniper
- Kristin Booth (VF : Laëtitia Godès) : Cheryl Brewer
- Dylan Taylor (VF : Tanguy Goasdoué) : Paul
- Kyle Breitkopf : Nathan Jr. (saisons 6 et 7)

### Invités
- Amanda Brugel (VF : Stéphanie Hédin) : Sonia
- Zachary Bennett (VF : Jean-Marc Charrier) : Carl
- Mimi Kuzyk : Eleanor Galperin
- Jann Arden (VF : Antonella Colapietro) : Jane Carlson
- Ann Pirvu : Trish
- Dan Aykroyd (VF : Frédéric Souterelle) : le père de Kate

 Source et légende : version française (VF) sur RS Doublage et Doublage Séries Database

## Épisodes

### Première saison (2017)
1. Pilote (Bare)
2. Les Limites (Rules)
3. Atout féminité (Fem Card)
4. Signaux de détresse (Bad Help)
5. Un genre de choix de Sophie (Sophie's Choice-ish)
6. La Lapine et l'homme-loup (The Wolf & the Rabbit)
7. Phoenix et son ramage (Phoenix Rising)
8. De la glace et une boucle d'oreille (Hoop Earring)
9. Complications, réflexions et mécontentement (Tricky Nipple)
10. Entre la hache et le biberon (The Coxswain)
11. Au revoir Kate ! (Bye Bye Kate)
12. L'Heure des décisions (Merde)
13. Conclusion (Having It All)

### Deuxième saison (2018)
1. 2005
2. Une bonne mère (Good Mom)
3. Le Signe du destin (The Sign)
4. Le Trou du bon Dieu (The Holy Hole)
5. La Question du consentement (Consent)
6. La Spirale de la honte (Shame Spiral)
7. La Retraite (Retreat)
8. La Main dans le sac (Red Handed)
9. Animal totem (Spirit Animal)
10. Cocu (Cuck)
11. Femme, quelle galère (Trash Panda)
12. Si les femmes mettaient les enfants au monde (If Women Had to Give Birth)
13. Arrêter le temps (Look Back)

### Troisième saison (2019)
1. Dans les vapes post-partum (Birth Daze)
2. Une justice d'hommes (Of Rights and Men)
3. Papa est là ! (Daddy's Home)
4. Prudence et vigilance (Training Day)
5. On se lève tous pour… (Stand for Something)
6. Les Chroniques de Narla (Narls in Charge)
7. Ô puissant fantasme vengeur (Revenge Fantasy)
8. Une virée entre filles (Girl's Trip)
9. Un flingue, des mensonges (Guns 'n' Deception)
10. Du lait sur le feu (Creamed)
11. Le Commercial hors les murs (Business Boyz)
12. À la croisée des chemins (Two Paths)
13. Qu'est-ce que tu décides ? (What's It Gonna Be?)

### Quatrième saison (2020)
Elle est diffusée à partir du 18 février 2020 sur CBC.
1. Les Règles du jeu (Charade)
2. Le Mouton noir (Black Sheep)
3. Le Type au masque (The Man in the Mexican Mask)
4. Personne ne te sauvera (No One's Coming)
5. Comment amadouer un écureuil (To Lure a Squirrel)
6. Les Poux (Lice)
7. Une mauvaise réputation (Bad Reputation)
8. Une bière pour Charlie (Charlie and The Weed Factory)

### Cinquième saison (2021)
Elle est diffusée à partir du 16 février 2021.
1. Les Carlson à "Calgary" (The Carlsons Move to Calgary)
2. Énorme ! (Mama Mia Meatboy)
3. Juste pour le plaisir (Pleasure Yourself)
4. Sans queue ni tête (A Rat, Girl)
5. Podcast, faux-pas et faux-semblants (Mother Knows Breast)
6. Dans les fesses (Finger in the Butt)
7. Plein pot jusqu'au trou (Launch Pad to Trash Hole)
8. Papa Cogneur (Punch Dad)
9. Lance-flamme ! (Blue Angel)
10. P… (Fack)

### Sixième saison (2022)
Elle est diffusée à partir du 4 janvier 2022.
1. Kate Foster
2. Warm Lunch
3. Bye Bye Goldie
4. The Big One
5. Jazz Addict
6. Oh. Oh. Ohhh.
7. Goin' Fishin'
8. Poke the Bear
9. Buried
10. Bachelorette, But Make it Spooky
11. The Break
12. The Scary Things
13. Grow If You Want

### Septième saison (2023)
Le 20 juin 2022, la série est renouvelée pour une septième et dernière saison, diffusée à partir du 3 janvier 2023.
1. Ohmygodohmygodohmygod
2. A Hoot and a Scream
3. I Got This
4. Funny Business
5. The Sterilizer
6. It's Five O'Clock
7. It's All Gone
8. Fast and Soft
9. Old Sloane
10. The Proposal
11. Two Steve Jobs
12. Fun Fair
13. The End